# NGC 7463
NGC 7463 is een balkspiraalstelsel in het sterrenbeeld Pegasus. Het hemelobject werd op 16 oktober 1784 ontdekt door de Duits-Britse astronoom William Herschel.

## Synoniemen
- UGC 12316
- MCG 3-58-22
- ZWG 453.48
- ARAK 573
- KUG 2259+157A
- PGC 70291